# University College Syddanmark
UC SYD, er en professionshøjskole, også kaldet University College, med hovedsæde i Esbjerg. UC SYD har campusser i Esbjerg, Kolding, Haderslev, Aabenraa og Tønder. 
UC SYD blev dannet ved en sammenlægning af University College Syd og University College Vest 1. maj 2010. UC SYD har ca. 4.000 studerende på sine professionsbacheloruddannelser og ca. 5.000 studerende på videreuddannelsen. Der er i alt ca. 550 ansatte. UC SYD ledes af rektor Alexander von Oettingen.
UC SYD udbyder videreuddannelse inden for Ledelse, Sundhed og psykiatri, Socialområdet, Undervisning og pædagogik, Vejledning og beskæftigelse samt Ungdoms-, voksen- og erhvervspædagogik. Professionshøjskolen leverer forskning og udvikling inden for forskningsprogrammerne Dagtilbud og skole, Socialt arbejde, forvaltning og socialpædagogik, Sundhed og socialfaglig praksis. Center for undervisningsmidler (CFU) leverer læremidler og kurser i Sydjylland.

## Uddannelser
Følgende uddannelser kan tages på UC SYD:
Esbjerg:
- Administrationsbachelor
- Bioanalytiker
- Ergoterapeut
- Fysioterapeut
- Jordemoder
- Laborant
- Lærer
- Professionsbachelor i skat
- Pædagog
- Pædagogisk assistent
- Socialrådgiver
- Sundhedsadministrativ koordinator
- Sygeplejerske

Kolding:
- Professionsbachelor i Grafisk kommunikation
- Professionsbachelor i Lyddesign
- Pædagog
- Pædagogisk assistent

Haderslev:
- Administrationsbachelor
- Ergoterapeut
- Ernæring og sundhed
- Fysioterapeut
- Lærer (ordinær, delvis og 100 procent online)
- Professionsbachelor i skat
- Sundhedsadministrativ koordinator

Aabenraa:
- Pædagog
- Pædagogisk assistent
- Socialrådgiver
- Sygeplejerske

Tønder:
- Pædagog

### Netuddannelser
'UC SYD har lange og gode erfaringer med fjernstudier.
Webstudierne er indholdsmæssigt helt ligesom de almindelige studier 
Elitesport og uddannelse:
- UC SYD tilbyder fleksible uddannelsesforløb for elitesportsudøvere.[2]

### Forskningsprogrammer og videnscentre
Dagtilbud og skole Arkiveret 25. september 2017 hos  Wayback Machine
- Inklusion og eksklusion Arkiveret 25. september 2017 hos  Wayback Machine
- Almendidaktik og fagdidaktik Arkiveret 25. september 2017 hos  Wayback Machine
- Pædagogisk professionsudvikling Arkiveret 25. september 2017 hos  Wayback Machine

Socialt arbejde, forvaltning og socialpædagogik Arkiveret 25. september 2017 hos  Wayback Machine
- Viden, teknologi og professionsudvikling Arkiveret 25. september 2017 hos  Wayback Machine
- Borgerdeltagelse, tværprofessionelt og tværsektorielt samarbejde Arkiveret 25. september 2017 hos  Wayback Machine

Sundheds- og socialfaglig praksis Arkiveret 25. september 2017 hos  Wayback Machine
- Sundhed og velfærd Arkiveret 25. september 2017 hos  Wayback Machine
- Teknologier på sundheds- og social området Arkiveret 25. september 2017 hos  Wayback Machine

Sundhedsfremme og læring Arkiveret 25. september 2017 hos  Wayback Machine
- Bevægelse og læring i et sundhedsfremmende perspektiv Arkiveret 25. september 2017 hos  Wayback Machine
- Borger- og praksisinddragelse i sundhedsfremme og læring Arkiveret 25. september 2017 hos  Wayback Machine

Center for Mindretalspædagogik Arkiveret 25. september 2017 hos  Wayback Machine
Videncenter for Sundhedsfremme (Webside ikke længere tilgængelig)
NVIE - Nationalt Videncenter for Inklusion og Eksklusion Arkiveret 25. september 2017 hos  Wayback Machine